# Pancake Dome

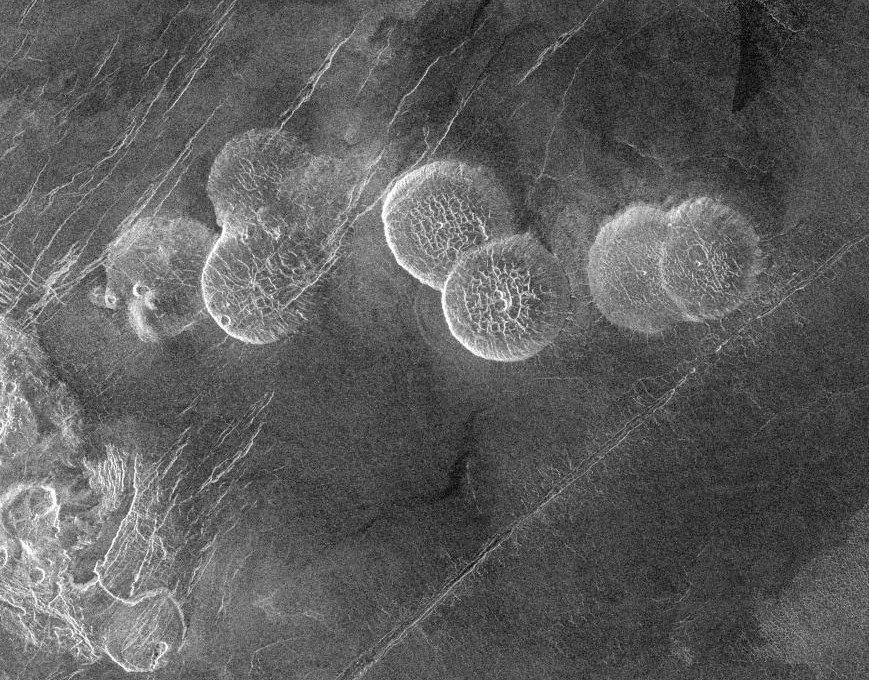
Die Gruppe der sieben „Pfannkuchen“ Seoritsu Farra.

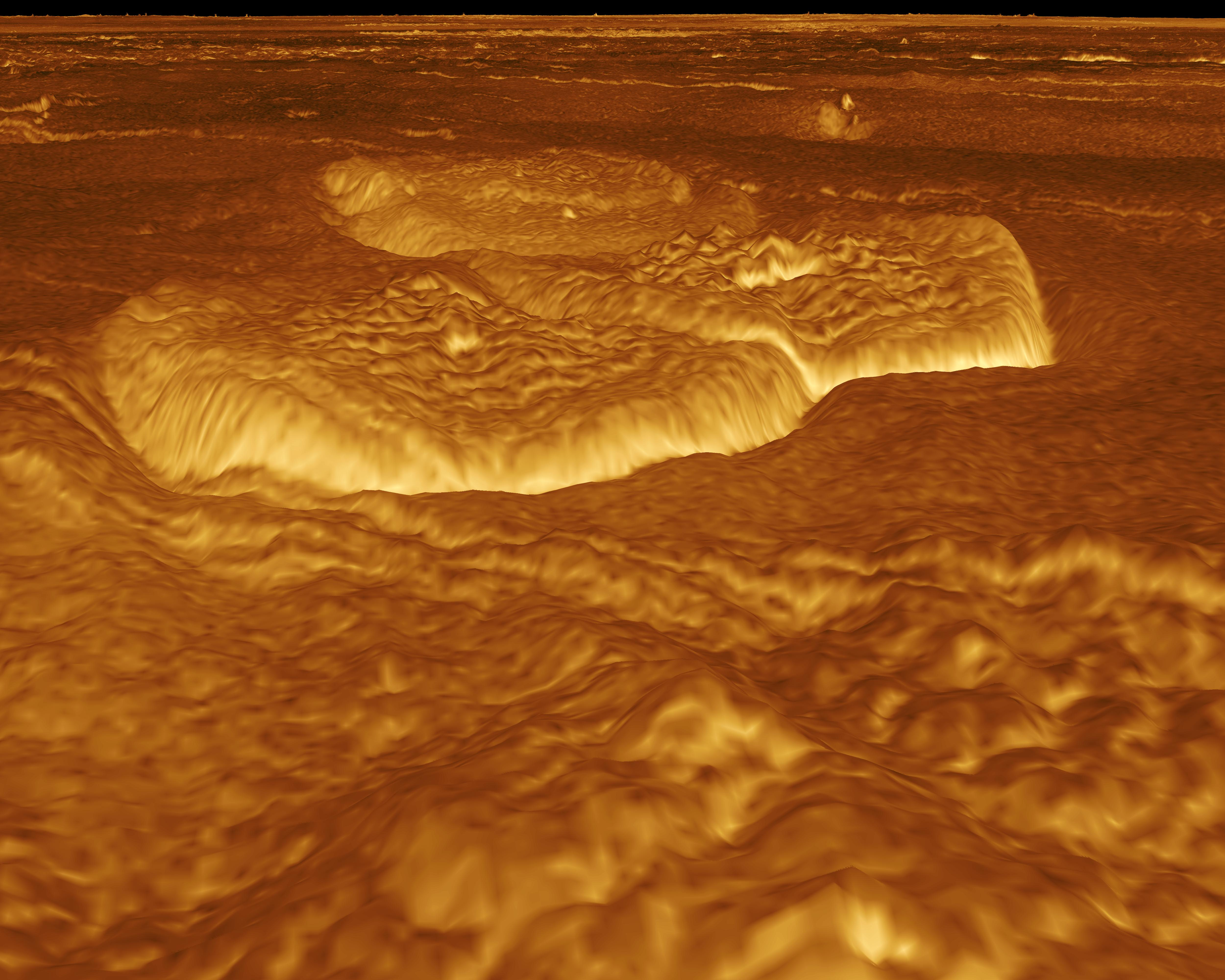
Die östlichen Exemplare der Seoritsu Farra, in computergenerierter 3D-Perspektive mit dreiundzwanzigfach überhöhter Höhendarstellung.

Pancake Dome, auf Deutsch Pfannkuchenkuppel, ist die englische Bezeichnung für eine Art von Vulkanen, die so nur auf dem Planeten Venus vorkommt. Es handelt sich um sehr regelmäßig aufgebaute, kreisrunde Quellkuppen, die wegen ihres Erscheinungsbildes so genannt werden. In der Nomenklatur der Internationalen Astronomischen Union für die Bezeichnung von planetaren Oberflächenstrukturen haben sie die Bezeichnung Farrum erhalten. Plural: Farra. Sie sind im Einzelnen nach Wassergöttinnen und Nymphen benannt.
Pancake Domes haben einen typischen Durchmesser von zumeist etwa 25 km und eine Höhe um 700 Meter, die aber auch bis über einen Kilometer betragen kann. Sie treten auch in Gruppen auf und überlappen sich dann oft. Ihre Oberfläche wird neben einer zentralen Öffnung von konzentrischen und radialen Rissen geprägt. Offenbar sind die Gebilde durch eine Lava mit sehr hoher Zähigkeit entstanden. Es wird gerätselt, wie die Lava derart gleichmäßig über die Ebenen quellen konnte. Viskose Lava häuft sich auch auf der Erde zu Kuppeln, aber die sind sehr viel kleiner und nicht derart symmetrisch.
Siehe auch: Vulkandom